# Ruud Berger
Ruud Berger (Utrecht, 18 februari 1980) is een Nederlands voormalig voetballer. 

## Carrière
Berger debuteerde in het seizoen 1998/99 voor FC Utrecht. Hij speelde daar tot en met de winterstop van 2001/02. Hij had toen in totaal 26 wedstrijden gespeeld voor de club uit zijn geboortestad. Hij speelde een half jaar op huurbasis voor Cambuur-Leeuwarden en ging in het seizoen 2002/03 – eveneens op huurbasis – aan de slag bij FC Emmen, alwaar hij twee jaar als basisspeler diende. Na anderhalf jaar voor FC Zwolle te hebben gespeeld, verkaste hij eind 2005 naar RKC Waalwijk, alwaar de middenvelder nog een contract heeft tot en met het seizoen 2010/11. Ruud Berger is de zoon van Han Berger, technisch directeur bij de Australische Voetbalbond. Op 12 mei 2010 maakte Berger bekend dat hij stopt met voetballen.

## Clubstatistieken
| Seizoen | Club               | Land      | Competitie     | Duels | Goals |
| ------- | ------------------ | --------- | -------------- | ----- | ----- |
| 1998/99 | FC Utrecht         | Nederland | Eredivisie     | 2     | 0     |
| 1999/00 | FC Utrecht         | Nederland | Eredivisie     | 6     | 0     |
| 2000/01 | FC Utrecht         | Nederland | Eredivisie     | 16    | 0     |
| 2001/02 | FC Utrecht         | Nederland | Eredivisie     | 2     | 0     |
| 2001/02 | Cambuur Leeuwarden | Nederland | Eerste divisie | 25    | 2     |
| 2002/03 | Emmen              | Nederland | Eerste divisie | 30    | 6     |
| 2003/04 | Emmen              | Nederland | Eerste divisie | 35    | 10    |
| 2004/05 | FC Zwolle          | Nederland | Eerste divisie | 33    | 13    |
| 2005/06 | FC Zwolle          | Nederland | Eerste divisie | 5     | 4     |
| 2005/06 | RKC Waalwijk       | Nederland | Eredivisie     | 11    | 1     |
| 2006/07 | RKC Waalwijk       | Nederland | Eredivisie     | 26    | 4     |
| 2007/08 | RKC Waalwijk       | Nederland | Eerste divisie | 5     | 0     |
| 2008/09 | RKC Waalwijk       | Nederland | Eerste divisie | 29    | 12    |
| 2009/10 | RKC Waalwijk       | Nederland | Eredivisie     | 14    | 1     |
| Totaal  | Totaal             | Totaal    | Totaal         | 239   | 53    |